# Krokegem
Krokegem is een plaats in de Vlaams-Brabantse gemeente Asse.
Het ligt op een kruising (de Wijndruif) van de steenweg naar Aalst (west: Gentsesteenweg), Dendermonde (noord: Dendermondsesteenweg) en Brussel (zuid-oost: Nerviërstraat, Brusselsesteenweg).

## School

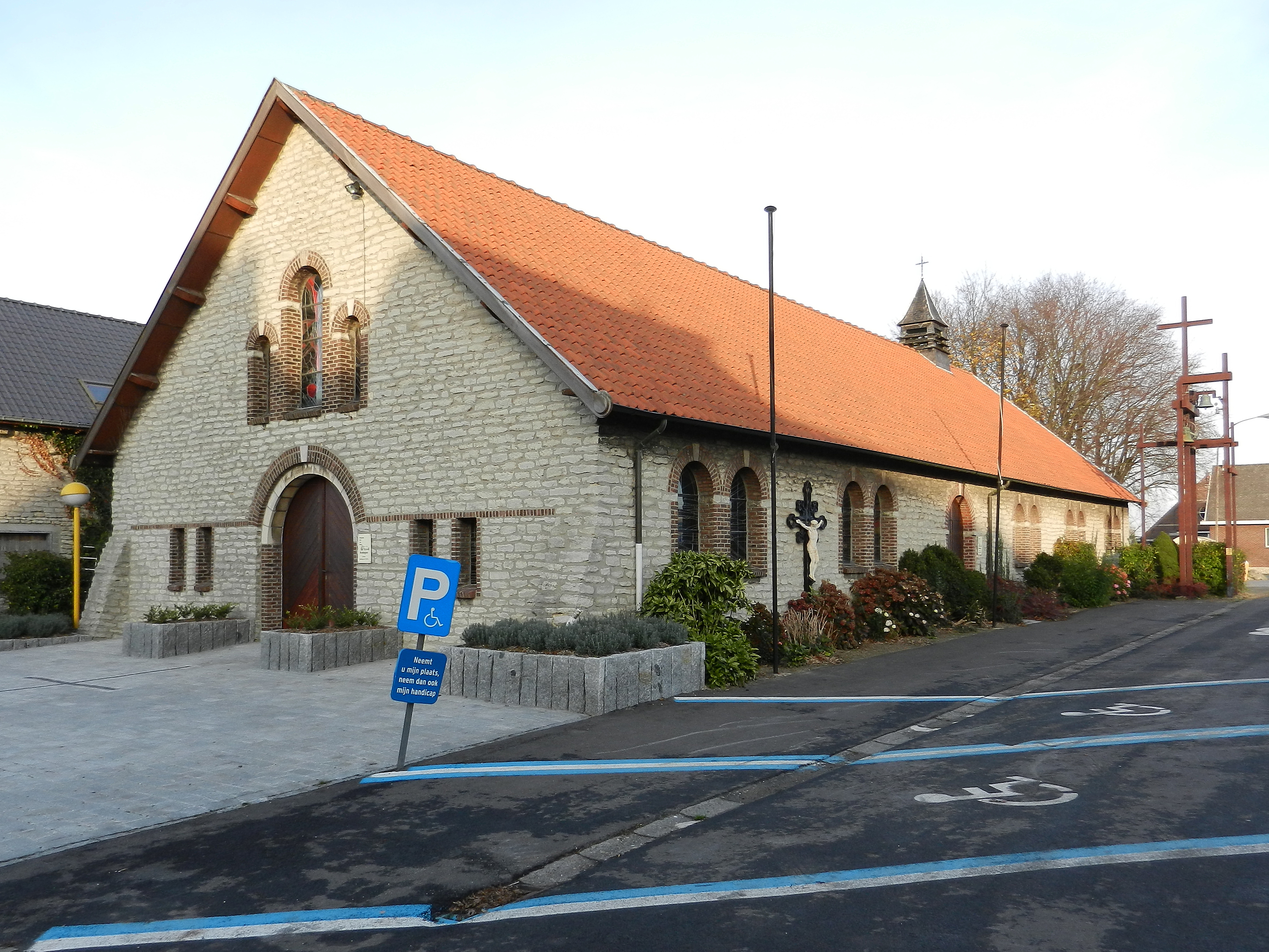
De kerk van Krokegem

De wijkschool werd gebouwd tijdens de tweede wereldoorlog en werd bestuurd door de Zusters van Sint-Vincentius a Pauulo van Gijzegem. De eerste 2 zusters gaven les aan 68 kinderen in 2 klassen.

## Kerk
De Onbevlekt Hart van Mariakerk is een kapelanie. Een bijbehorende parochiezaal werd gebouwd in de periode 1962-1963.

## Oude namen
Het werd nog vermeld als Crokegem op de militaire kaart van 1930.

## Trivia
| Jaar | Aantal inwoners |
| ---- | --------------- |
| 1977 | 1677            |
| 1982 | 1953            |
| 1988 | 2038            |
| 1994 | 2094            |
| 2000 | 2091            |
| 2006 | 2300            |
| 2012 | 2511            |
| 2020 | 2729            |

- In 1939 waren er in Asse 250 staminees; in 1991 nog slechts 73 herbergen
- Bij de fusies van gemeenten op 1 januari 1977 woonden er 1677 inwoners in Krokegem

## Nabijgelegen kernen
Asbeek, Asse-ter-Heide, Mazenzele, Merchtem, Asse
Deelgemeenten: Asse · Bekkerzeel · Kobbegem · Mollem · Relegem · Zellik

Belgische gemeenten · Arrondissement Halle-Vilvoorde · Vlaams-Brabant · Vlaanderen